# Prosopocoilus weinreichei
Prosopocoilus weinreichei es una especie de coleóptero de la familia Lucanidae.

## Distribución geográfica
Habita en Laos.